# Глухомань
«Глухомань» — радянський художній фільм 1991 року, знятий кіностудією «Ментор Сінема».

## Сюжет
Майор ВПС Віктор Колосов (Геннадій Корольков) і колишній афганець Сергій Опарін (Іван Шабалтас) ведуть власне розслідування загадкового вбивства підполковника Звягінцева. Коли начальник відділення міліції вирішує закрити кримінальну справу, а Сергія намагаються заживо спалити, стає ясно, що справу доводиться мати з серйозними людьми з мафії, які жартувати не люблять.

## У ролях
- Іван Шабалтас — Сергій Опарін
- Геннадій Корольков — Віктор Колосов
- Ольга Богачова — Світлана
- Володимир Хрульов — Гелій Виноградов
- Віктор Павлов — Семен Семенович
- Анатолій Обухов — Малюк
- Юрій Чернов — Кутузов
- Сергій Попов — Свисток
- Лев Дуров — Колінвал
- Володимир Трещалов — Сиромятов
- Тетяна Говорова — Люба
- Володимир Яковлєв — Мазут
- Володимир Дружников — Ніканорич
- Валентина Ушакова — баба Катя, мати Звягінцева
- Олександр Сажин — рибалка
- Іван Соловов — дід Захар
- Юрій Гусєв — Звягінцев
- Марина Корольова — Нюра, продавчиня
- Андрій Карташов — бортінженер

## Знімальна група
- Режисер — Іван Соловов
- Сценарист — Анатолій Семенов
- Оператор — Олександр Гарибян
- Художник — Анатолій Кочуров
- Продюсери — Олександр Крилов, Валерій Кукуруза